# Universal Mobile Telecommunications System
Az Universal Mobile Telecommunications System (UMTS) egyike a harmadik generációs 3G mobiltávközlő technológiáknak, mely az európai válasz volt az ITU harmadik generációs távközlő rendszerekkel szemben támasztott IMT-2000 követelményeire. Az UMTS egy szabvány, melyet a 3GPP standardizált. Közeghozzáférése frekvencia-, idő- és kódosztásos.
Az UMTS megjelölésére gyakran használják a 3GSM kifejezést is, kihangsúlyozva a technológia 3G-s természetét, valamint a GSM-et, melynek felváltására tervezve lett.